# Edward Legge (évêque)
Pour les articles homonymes, voir Legge.
Edward Legge (1767 - 27 janvier 1827) est un ecclésiastique et universitaire anglais. Il est l'évêque d'Oxford de 1816 et le directeur du All Souls College d'Oxford en 1817 . 

## Biographie
Il est le septième fils de William Legge (2e comte de Dartmouth) et de Frances Catherine Nicoll . Éduqué à la Rugby School, il devient membre de All Souls, étudiant de la Christ Church à Oxford en 1785 et curé de Lewisham ,. 
Il est chanoine de la stalle XI de la cathédrale de Canterbury de 1797 à 1802  après quoi il est chanoine de la douzième stalle de la chapelle St George à Windsor de 1802 à 1805. Il est aumônier royal en 1797 et greffier adjoint du cabinet à partir de 1803. Il démissionne de ce poste lorsqu'il est nommé doyen de Windsor en 1805 . 
Il est doyen de Windsor jusqu'en 1816, date à laquelle il est élevé à l'épiscopat comme évêque d'Oxford, poste qu'il occupe jusqu'à sa mort en 1827. 